# Maria Lambiotte
Maria Salkin Lambiotte, née en 1872 et morte en 1930, était une peintre et dessinatrice belge.

## Biographie
Lambiotte est née en 1872. Elle était la fille du marchand de bois et chimiste,  Lucien Lambiotte et de Thérèse Vigneron. Elle est la sœur de l'entrepreneur et politicien Auguste Lambiotte de Schaerbeek. Elle se marie avec Paul Salkin, né à Ixelles le 14 février 1869, qui œuvre longtemps au Congo belge et est  conseiller à la cour d'appel, de Katanga, mort à Watermael le 15 avril 1932. Elle est la mère du peintre Émile Salkin (1900-1977).
Paul Salkin fait construire la Villa Jacques à Cortenbergh en 1897, une villa au style éclectique. Cette villa porte le nom du fils aîné Jacques Salkin (né en 1897 et mort en 1947). La même année, Paul Salkin, étant le petit-fils de l'ancienne propriétaire, la baronne Julie d'Eesbeeck Vanderhaeghen, devient propriétaire du bâtiment principal (le château abbatial) de l'abbaye de Cortenbergh, où la famille réside à partir de 1900. L'abbaye reste  aux mains de la famille Salkin jusqu'en 1933. Maria Lambiotte y avait son atelier.
Maria Lambiotte s'attacha tout de suite à déployer la sensibilité artistique de son fils Emile, qui sera distingué parmi des milliers de concurrents d’un grand concours de dessin à Paris en 1911.  
Jean Delvaux, aussi magistrat, était un bon ami de Paul Salkin. Dès 1907, son fils, le futur peintre
Paul Delvaux, est un visiteur fréquent et devient le meilleur ami d’Émile Salkin,.

## Œuvres

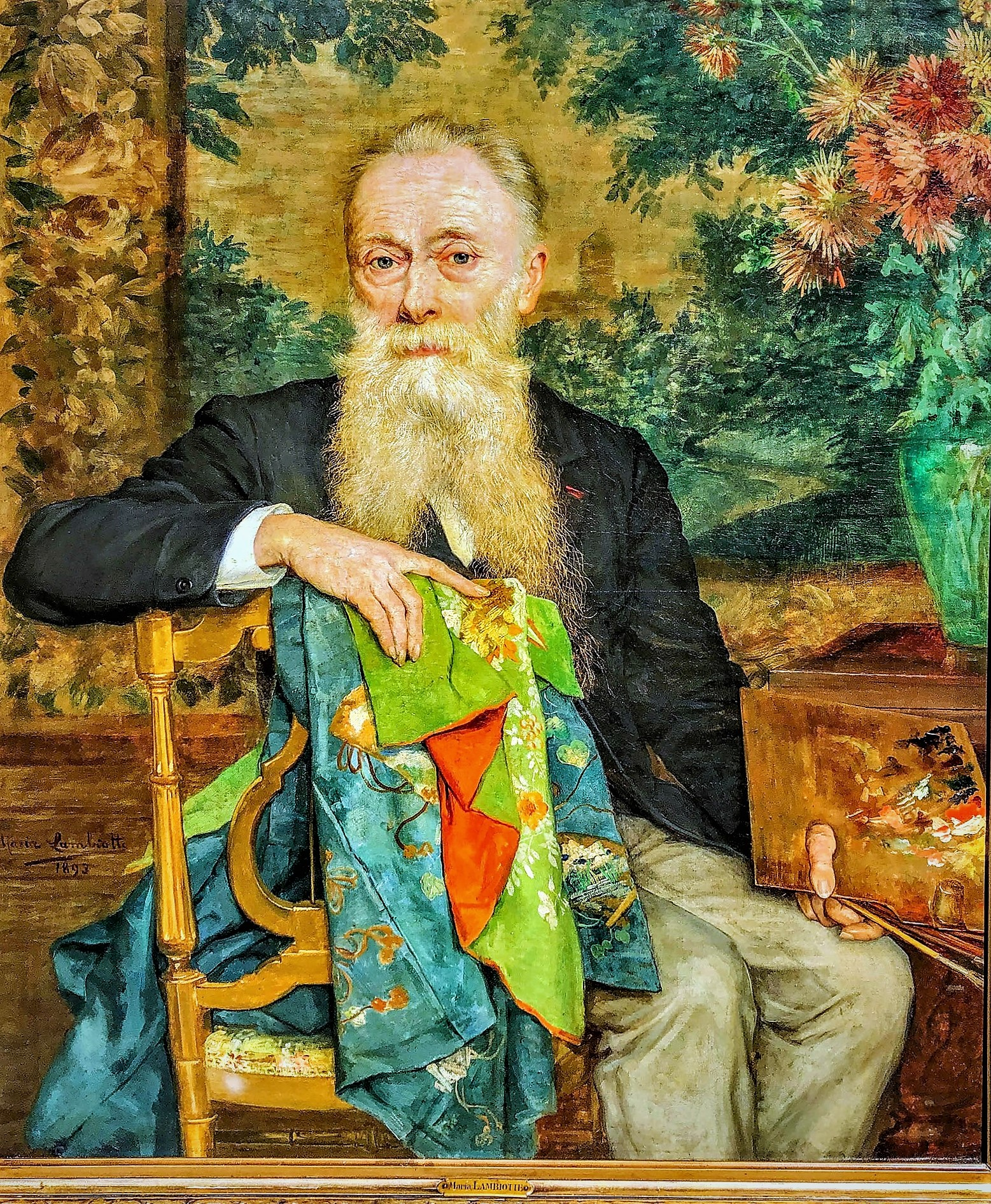
Portrait de Franz Verhas

Maria Lambiotte est probablement une élève de Franz Verhas. Avant son mariage, Maria Verhas vivait à Schaerbeek (Rue Rogier), comme les frères Frans et Jan Verhas. Les similitudes avec les œuvres de Frans et de Jan Verhas sont remarquables. Les portraits qu'elle a peints de Franz Verhas ont été réalisés dans le même intérieur que ses peintures avec les kimonos, et l'âne sur la plage a le même thème qu'on retrouve chez Jan Verhas,.
Elle est peintre et dessinateur de portraits, de figures, de nus et de danseurs. Elle expose ses œuvres à l'Exposition Universelle et Internationale de Bruxelles en 1910 et aussi à l'Exposition des  Beaux-Arts de Spa en 1914.
Maria Salkin Lambiotte a peint, entre autres, la scène de la famille Matthieu dans le salon de l'abbaye de Cortenbergh.
Pendant la Première Guerre mondiale, elle réalise une série de douze cartes postales.
Grâce à Maria Lambiotte, Cortenbergh devient un centre d'art à la belle époque.

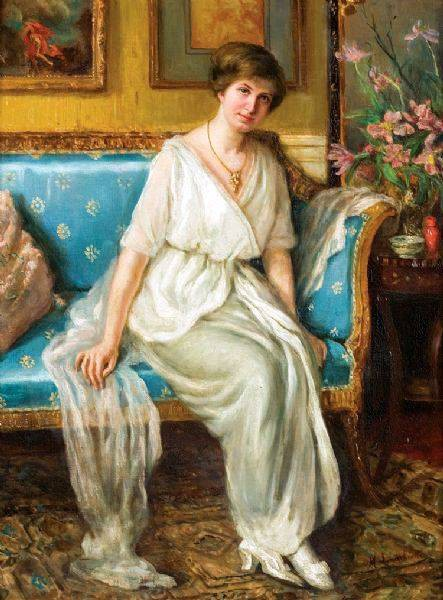
Tableau réalisé par Maria Lambiotte (Source : Ancienne Abbaye de Kortenberg)

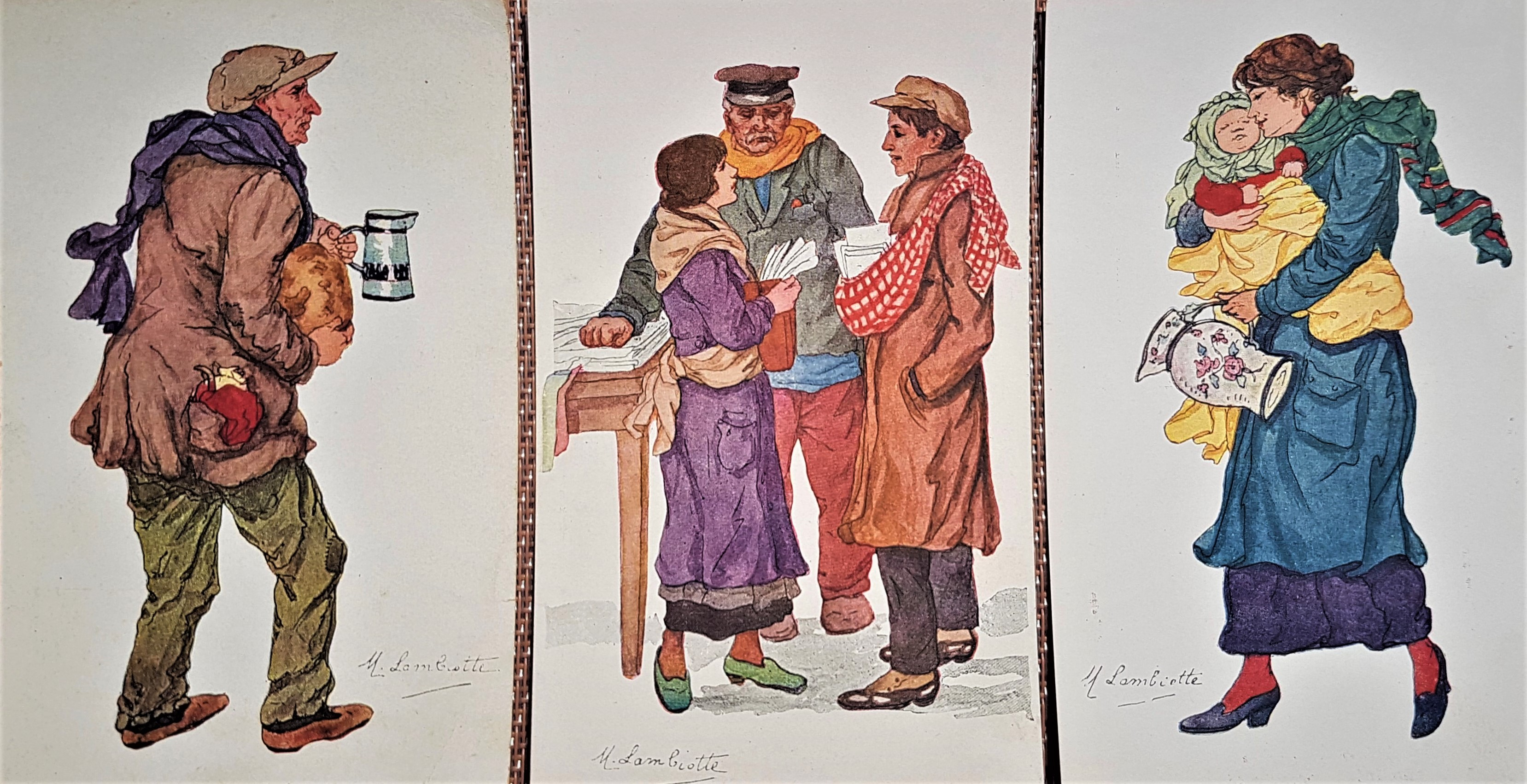
3 cartes postales "types vus" (hiver 1914-1915) réalisées par Maria Lambiotte

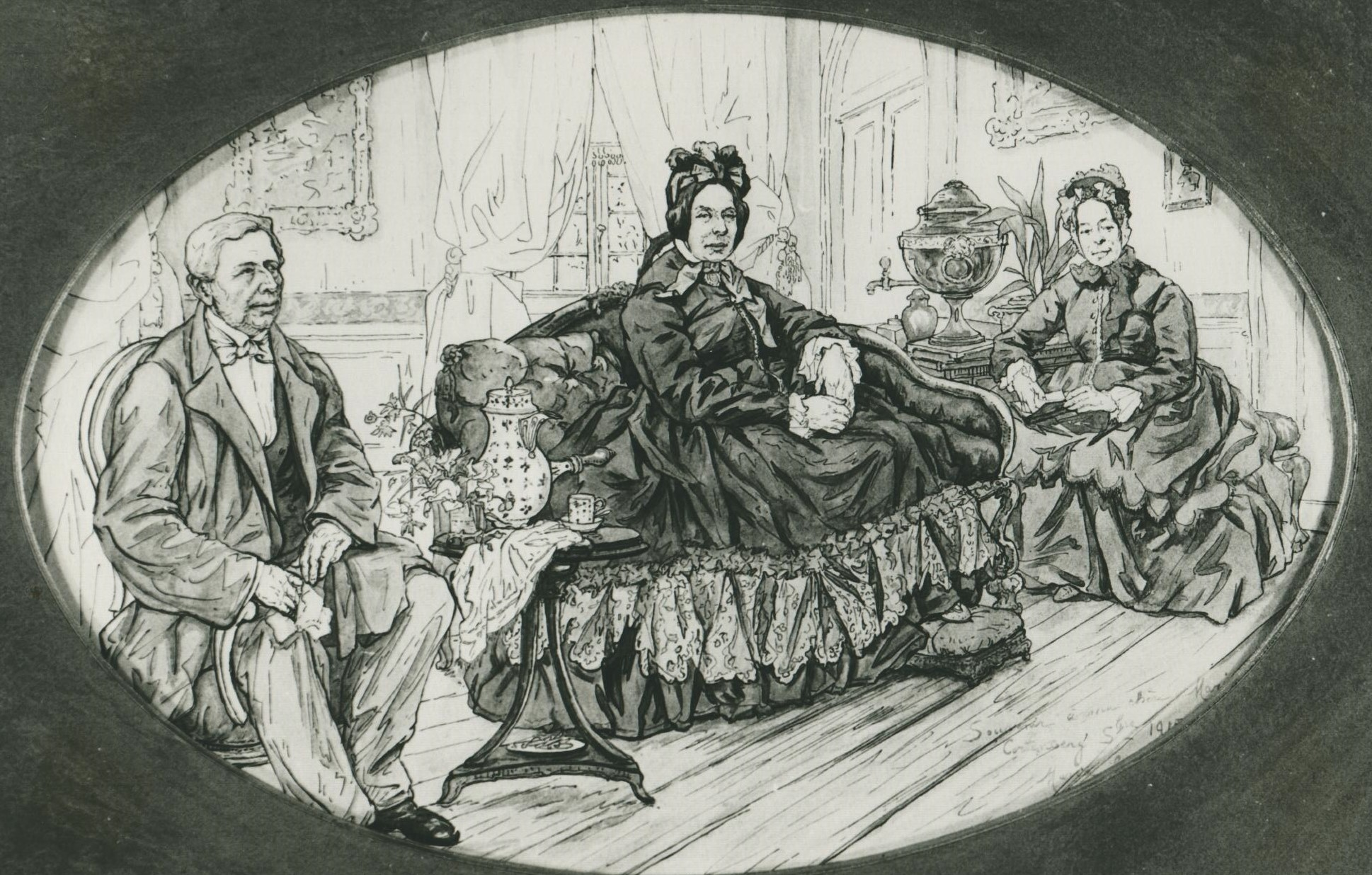
"Le petit tableau" dans le grand salon de l'abbaye de Kortenberg avec Jean-Amand Matthieu, son épouse la baronne Julie Barbe d'Eesbeeck vander Haeghen et sa sœur célibataire la baronne Hortence. Marie Lambiotte a réalisé le tableau et l'a offert à sa belle-sœur Marie Salkin